# Peltodytes litoralis
Peltodytes litoralis är en skalbaggsart som beskrevs av Matheson 1912. Peltodytes litoralis ingår i släktet Peltodytes och familjen vattentrampare. Inga underarter finns listade i Catalogue of Life.